# Scillyöarna

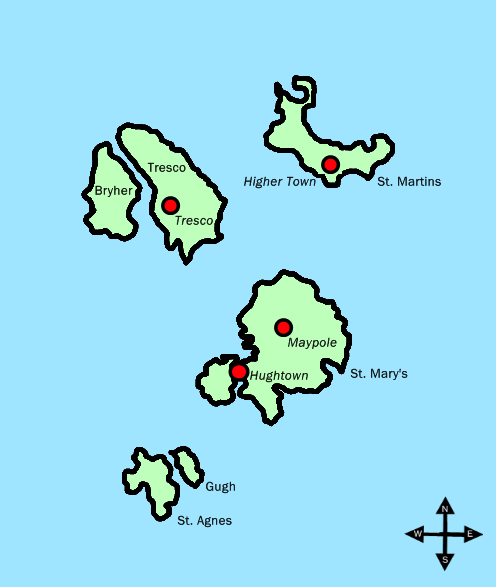
Karta över Scillyöarna

Scillyöarna (engelska: Isles of Scilly (/ˈsɪli/); korniska: Syllan) är en brittisk ögrupp och en enhetskommun. Ögruppen ligger sydväst om  Storbritannien och är Englands västligaste och sydligaste del. Antalet invånare är 2 281 (2022). Huvudorten Hugh Town är belägen på den största ön St Mary's. Administrativt ingår öarna i grevskapet Cornwall, men har haft separat förvaltning sedan 1890 på grund av den geografiska isoleringen.
Klimatet på Scillyöarna är tempererat men mildare än på det korniska fastlandet. Öborna utnyttjar detta kommersiellt och odlar vårblommor under vintern, speciellt narcisser. På ön Tresco ligger en känd trädgård, Tresco Abbey Gardens, med palmer och andra för Brittiska öarna ovanliga växter.
Den före detta premiärministern, Harold Wilson (1916−1995) är begravd vid St. Mary's Old Church på ön. Wilson var brittisk premiärminister 1964−1970 och 1974−1976.
Historiskt talade invånarna på Scillyöarna det keltiska språket korniska (kernowek) men språket dog ut på Scillyöarna på 1660-talet.
1651–1986 pågick trehundratrettiofemårskriget mellan Scillyöarna och Nederländerna.

## Geografi
Scillyöarna består av fem befolkade öar och omkring 140 holmar, belägna ungefär 45 km ifrån Land's End. Öarna består av granit från karbonperioden.
| Ö                                 | Befolkning (2001 års folkräkning) | Yta (km²) | Huvudsaklig bosättning |
| --------------------------------- | --------------------------------- | --------- | ---------------------- |
| St Mary's                         | 1 666                             | 6,29      | Hugh Town              |
| Tresco                            | 180                               | 2,97      | New Grimsby            |
| Saint Martin's (med White Island) | 142                               | 2,37      | Higher Town            |
| St Agnes (med Gugh)               | 73                                | 1,48      | Saint Agnes            |
| Bryher (med Gweal)                | 92                                | 1,32      | Bryher                 |
| Samson                            | -(a)                              | 0,38      |                        |
| Annet                             | -                                 | 0,21      | 5                      |
| St. Helen's                       | -                                 | 0,20      |                        |
| Teän                              | -                                 | 0,16      |                        |
| Great Ganilly                     | -                                 | 0,13      |                        |
| återstående holmar                | -                                 | 0,50      |                        |
| Isles of Scilly                   | 2 153                             | 16,03     | Hugh Town              |

(a)  befolkad till 1855

## Väder
Klimatet i området är tempererat. Det finns en väderstation vid St Mary's Heliport. Där är varmaste månaden augusti och den kallaste  februari. Genomsnittlig årsnederbörd är 865 millimeter. Den regnigaste månaden är december, med i genomsnitt 98,2 mm nederbörd, och de torraste är maj och juni, med vardera 47,8 mm nederbörd.
| \| J \| F \| M \| A \| M \| J \| J \| A \| S \| O \| N \| D \| \| 95 10 6 \| 70 10 6 \| 62 11 7 \| 55 12 7 \| 48 15 9 \| 48 17 12 \| 63 19 14 \| 67 20 14 \| 67 18 13 \| 97 15 11 \| 96 12 9 \| 98 10 7 \| \| Genomsnittlig temperatur i °C (max. och min.) \| \| \| \| \| \| \| \| \| \| \| \| \| Nederbörd i mm. Årsnederbörd: 865,1 mm. \| \| \| \| \| \| \| \| \| \| \| \| \| Källa: [3] \| \| \| \| \| \| \| \| \| \| \| \| |         |         |         |         |          |          |          |          |          |         |         |
| J | F       | M       | A       | M       | J        | J        | A        | S        | O        | N       | D       |
| 95 10 6 | 70 10 6 | 62 11 7 | 55 12 7 | 48 15 9 | 48 17 12 | 63 19 14 | 67 20 14 | 67 18 13 | 97 15 11 | 96 12 9 | 98 10 7 |
| Genomsnittlig temperatur i °C (max. och min.) |         |         |         |         |          |          |          |          |          |         |         |
| Nederbörd i mm. Årsnederbörd: 865,1 mm. |         |         |         |         |          |          |          |          |          |         |         |
| Källa: |         |         |         |         |          |          |          |          |          |         |         |

## Ekonomi

### Arbetsmarknad
Den största arbetssektorn på Scillyöarna är turism, och det uppges att "turism är den överlägset största sektorn på varje ö, vad gäller antalet anställda, och detta är mycket högre siffror än andra avlägsna och lantliga miljöer i Storbritannien”.[källa behövs] Turismen står för cirka 63 % av den totala arbetsmarknaden.
Företag som är beroende av turismen är, med undantag av ett fåtal hotell, främst småföretag med färre än fyra anställda; många av dessa är familjeföretag, med en entreprenörskultur bland lokalbefolkningen. Mycket av arbetet från denna sektor kräver endast en låg yrkesskicklighet och är därför lågavlönat, särskilt för arbeten som städning, servering och lokalhandel.

### Skatt
Scillyöarna var inte belagda med någon inkomstskatt förrän 1954, och det fanns ingen punktskatt för motorfordon förrän 1971.

### Transport

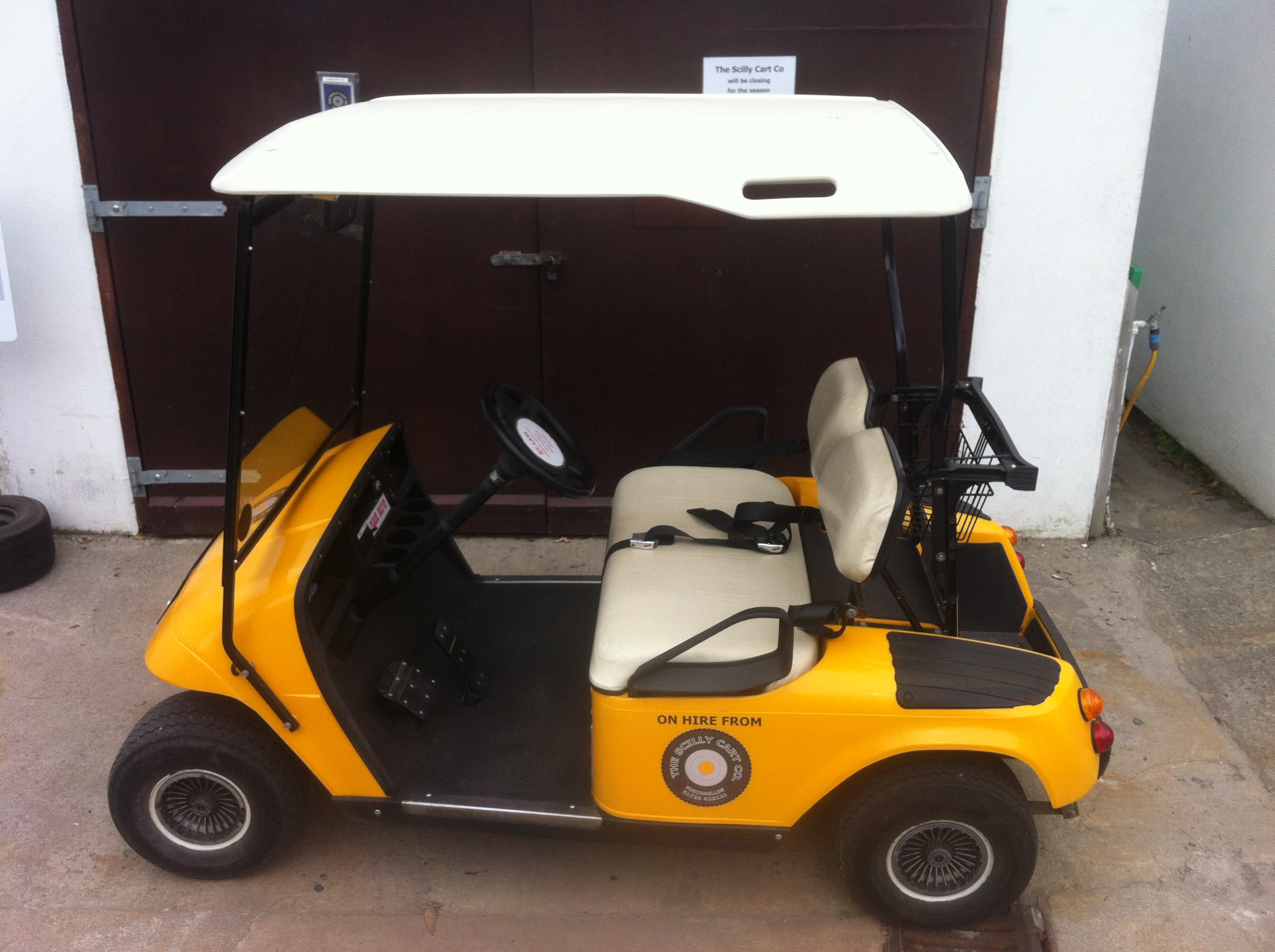
En elektrisk golfbil på St Mary's; dessa är licensierade för St Mary's vägar och finns att hyra, liksom cyklar.

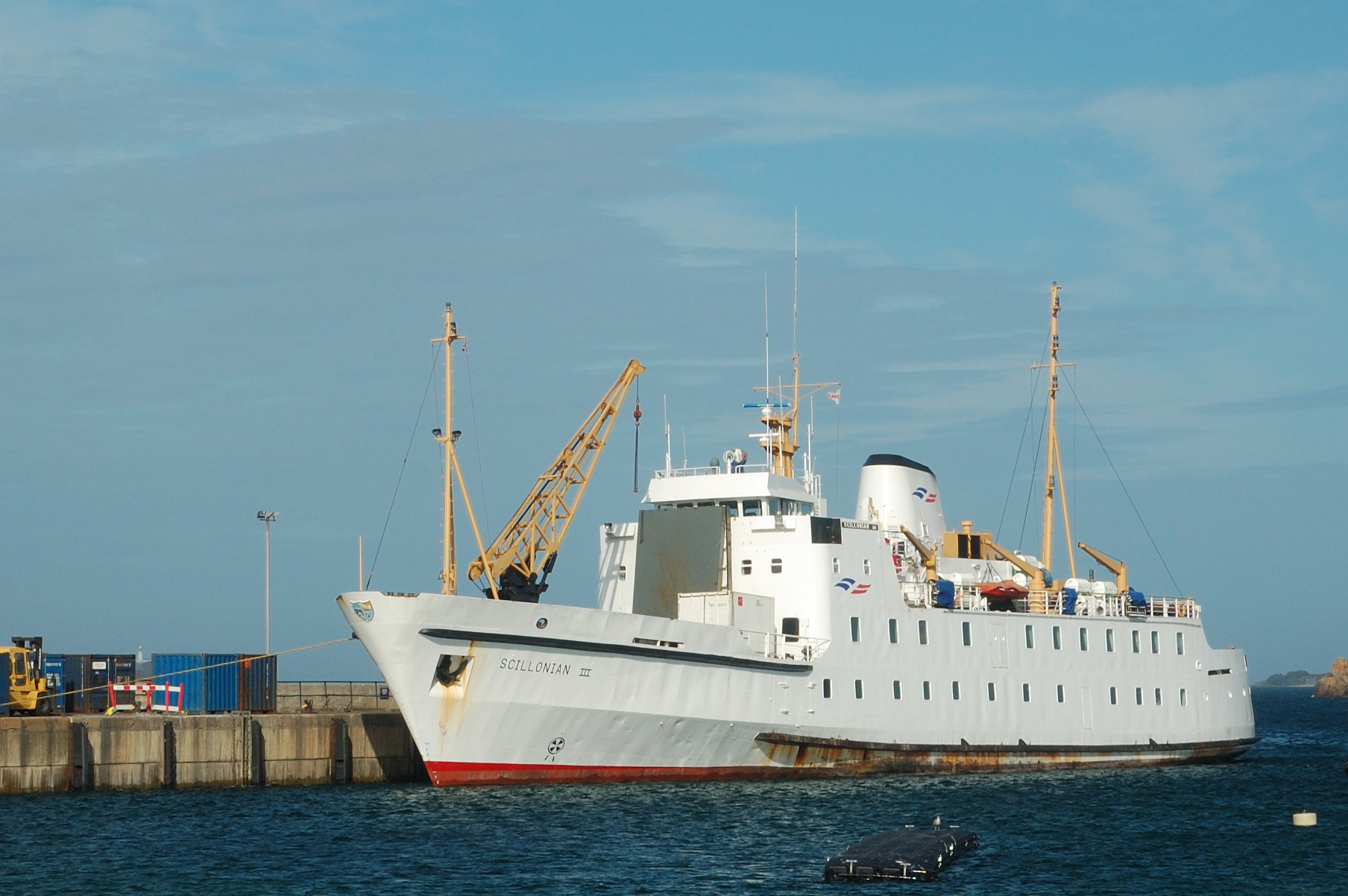
Scillonian III i St Mary's hamn.

St Mary's är den enda ön med ett betydande vägnät. År 2005 fanns 619 registrerade fordon på ön. Ön har också taxiservice och en turistbuss. Fordon på öarna är undantagna från årlig besiktning. Vägar och gator på Scillyöarna har mycket få vägskyltar.
Lufttransport till och från öarna sker via St Mary's flygplats. Flygtrafiken erbjuds av Isles of Scilly Skybus från flygplatserna vid Land's End, Newquay och Exeter.
Öarnas helikoptertrafik, som tidigare flög mellan Penzance Heliport, St Mary's Airport och Tresco Heliport, upphörde i slutet av oktober 2012. En ny heliport är för närvarande (2019) under uppbyggnad i Penzance och helikoptertrafik till Tresco och St Mary's planeras att återupptas under 2019 eller 2020.[uppföljning saknas]
Sjövägen trafikeras St Mary's av Isles of Scilly Steamship Company för både passagerare och gods från Penzance, för närvarande[när?] av passagerarfärjan Scillonian III, och fram till sommaren 2017 kompletterades trafiken även av godsfartyget Gry Maritha. De andra öarna är sammanbundna sjövägen med St. Mary's genom ett nätverk av barkasser. St Mary's hamn fungerar som huvudhamn för Scillyöarna, och ligger i Hugh Town.